# Třída Seawolf
Třída Seawolf je třída amerických rychlých útočných ponorek s jaderným pohonem. Jsou to poslední americké lodě této kategorie vycházející z požadavků studené války. Jejich hlavním úkolem bylo ničení sovětských ponorek. Třída Seawolf byla dalším vylepšením předchozí třídy Los Angeles, které sebou ovšem neslo značný nárůst ceny. Konec studené války a změna doktríny amerického námořnictva směrem k vedení pobřežních operací, znamenaly výrazně omezení tohoto programu ve prospěch levnějších ponorek třídy Virginia. Namísto původně plánovaných 29 proto byly v letech 1989–2005 postaveny pouze tři ponorky této třídy. Poslední jednotka USS Jimmy Carter byla dokončena v prodloužené a vylepšené verzi. Všechny tři jednotky jsou dodnes ve službě.

## Stavba
Celkem byly postaveny tři jednotky této třídy. Postavila je loděnice General Dynamics Electric Boat v Grotonu ve státě Connecticut. Do služby byly přijaty v letech 1997–2005.
Jednotky třídy Seawolf:
| Jméno                     | Založení kýlu | Spuštěna         | Vstup do služby   | Status  |
| ------------------------- | ------------- | ---------------- | ----------------- | ------- |
| USS Seawolf (SSN-21)      | 1989          | 24. června 1995  | 19. července 1997 | aktivní |
| USS Connecticut (SSN-22)  | 1992          | 1. září 1997     | 3. prosince 1998  | aktivní |
| USS Jimmy Carter (SSN-23) | 1995          | 5. prosince 2003 | 19. února 2005    | aktivní |

## Konstrukce

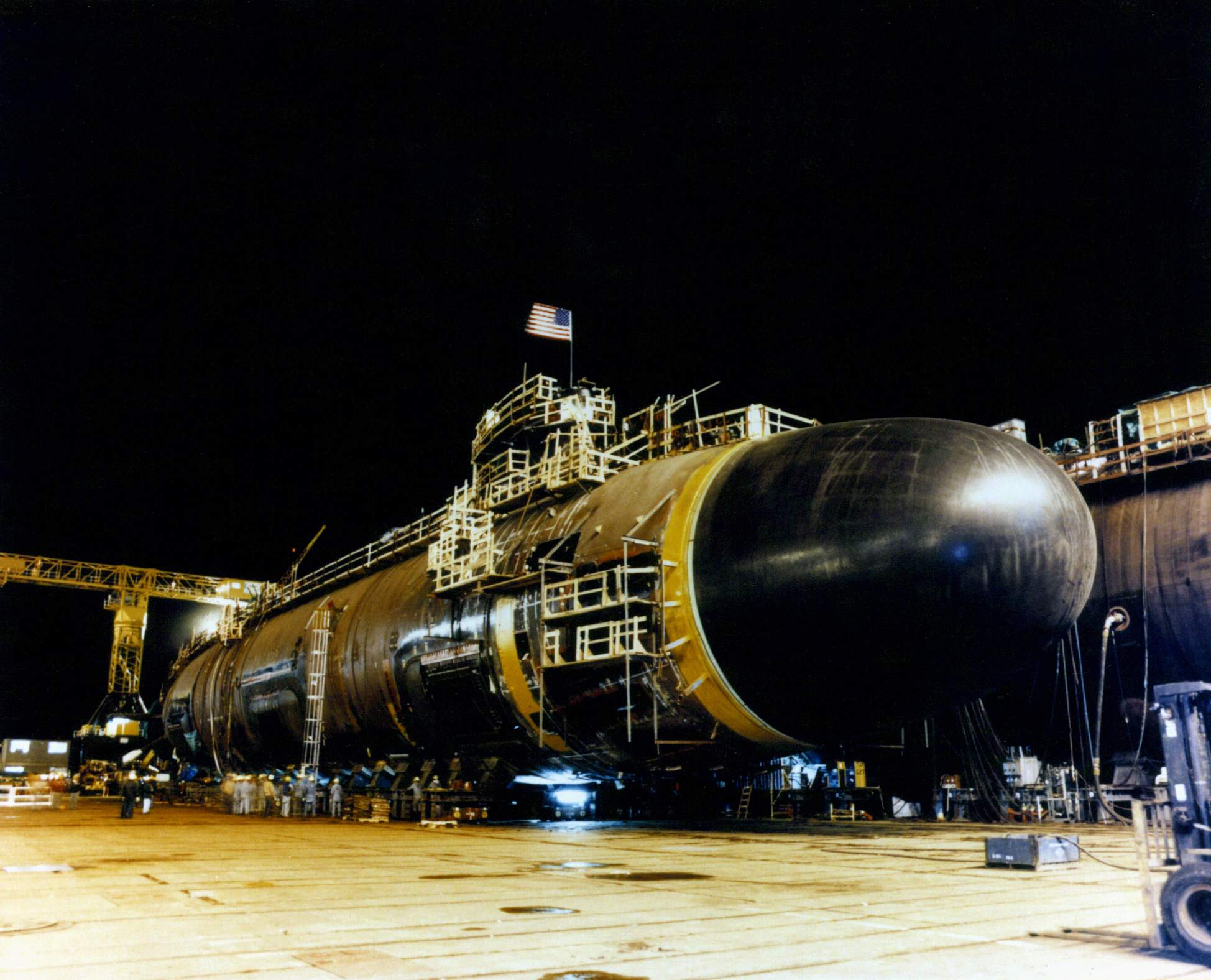
USS Seawolf (SSN-21) během stavby

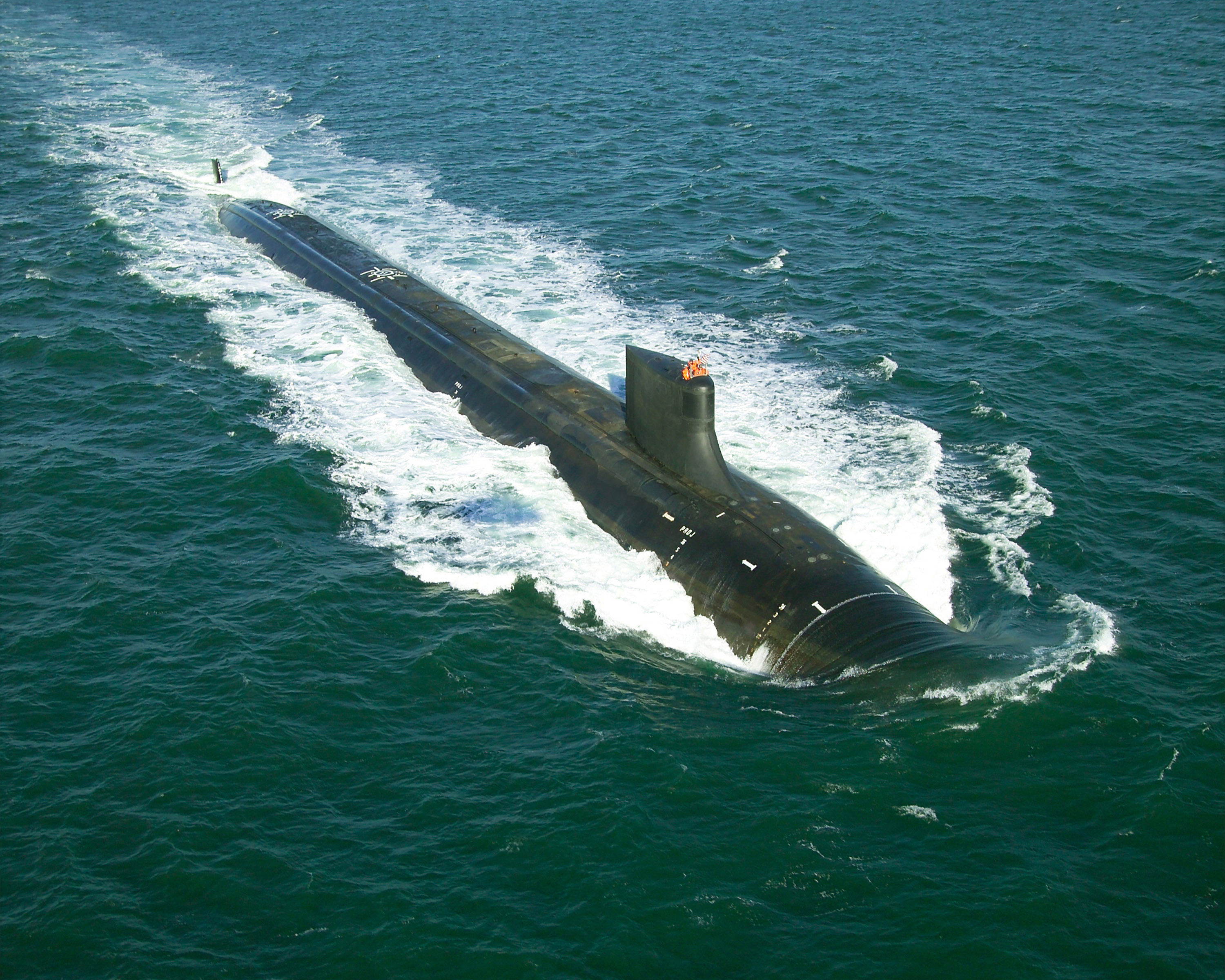
USS Jimmy Carter (SSN-23) má prodloužený trup

Program Seawolf byl zahájen v polovině 80. let s cílem zachovat technologický náskok amerických ponorek nad sovětskými i v 21. století. Do služby vstupovaly od druhé poloviny 90. let. Jako první byl roku 1997 do operační služby zařazen Seawolf. Oproti třídě Los Angeles je třída Seawolf tišší, schopná lépe manévrovat, silněji vyzbrojená i vybavená lepší elektronikou. Její konstrukce má rovněž dostatek prostoru pro modernizace. Jsou rovněž přizpůsobeny arktickým operacím. Je to také první americká třída ponorek jejíž trup celý je postaven ze speciální oceli HY-100.
Výzbroj představuje osm 660mm torpédometů (oproti čtyřem ráže 533mm u třídy Los Angeles). Z nich mohou být vypouštěna torpéda MK-48 ADCAP, protilodní střely UGM-84 Harpoon, střely s plochou dráhou letu BGM-109 Tomahawk, nebo námořní miny. Zásoba munice činí 50 střel či torpéd, což je o 30% více než kolik nesla předchozí třída. V přídi je rovněž umístěn výkonný sonar BQQ 5D. Bojový systém je typu AN/BSY-2.
Pohonný systém tvoří jaderný reaktor General Electric PWR S6W a dvě turbíny. Lodní šroub je jeden. Při plavbě pod hladinou dosahují ponorky třídy Seawolf rychlosti až 35 uzlů. Při tichém režimu plují rychlostí 20 uzlů. Maximální hloubka ponoru je 610 metrů.
Třída Seawolf je rychlejší než jakákoliv jiná americká ponorka a její vylepšený pohonný systém umožnil rovněž značně tišší chod. Je desetkrát tišší než vylepšená varianta třídy Los Angeles (688i) a dokonce sedmdesátkrát tišší než klasická ponorka třídy Los Angeles. Další značnou výhodou je, že při tichém chodu může plout dvakrát rychleji než vylepšená ponorka třídy Los Angeles, aniž by ji hrozilo prozrazení.

### Modifikace
Třetí jednotka Jimmy Carter se od svých sesterských ponorek výrazně liší, neboť je výrazně vylepšena za účelem nasazení do speciálních operací. Její trup je prodloužen vložením nové 30metrové sekce Multi-Mission Platform za velitelskou věž. Sekce obsahuje kajuty pro dodatečné členy posádky, včetně příslušníků speciálních jednotek. Dále dílny a hangáry, pro miniponorky a podmořské drony, které operují přímo z paluby ponorky. Po jaderné špionážní ponorce NR-1 je Jimmy Carter druhou americkou špionážní ponorkou od počátku postavenou pro tento účel.

## Služba
Dne 2. října 2021 Connecticut při plavbě pod hladinou někde v Indo-Pacifiku srazila s jiným podmořským objektem. Při srážce nebyl nikdo raněn, ponorka zůstala plavbyschopná. Dne 1. listopadu 2021 vydalo velitelství 7. loďstva prohlášení o výsledcích vyšetřování nehody. Podle vyšetřovatelů došlo ke srážce ponorky s nezmapovanou podmořskou horou a k zranění 12 námořníků. Vzhledem ke skutečnosti, že srážce se podle všech skutečností dalo zabránit, přistoupil velitel 7. loďstva k odvolání velícího a výkonného důstojníka společně s lodním předákem.